# クリス・スミス (フィンズベリーのスミス男爵)
クリストファー・ロバート・スミス（英語: Christopher Robert Smith、1951年7月24日 - ）は、イギリスの政治家である。現役時代は労働党に所属していた。

## 略歴
1983年から2005年までイズリントン・ロンドン特別区内のイズリントン南及びフィンズベリー選挙区選出の国会議員を務めた。1997年から2001年までトニー・ブレア内閣で文化・メディア・スポーツ省の閣内相を務めた。
1984年にイギリスの国会議員として最初に同性愛者であることをカミングアウトし、2005年にはイギリスの国会議員として初めてHIV陽性であることを認めた。
2005年の国会議員引退後に一代貴族（フィンズベリーのスミス男爵）となる。